# Hermolau de Constantinoble
Hermolau (grec antic: Ἑρμόλαος, llatí: Hermolaus) va ser un escriptor grec de Constantinoble.
Se sap que va escriure un epítom sobre una obra d'Esteve de Bizanci titulada Ἐθνικά ('Ethnica') un llibre d'un enorme valor pel que fa a informació geogràfica, mitològica i religiosa sobre l'antiga Grècia. L'epítom va ser dedicat a l'emperador Justinià, segons diu l'enciclopèdia Suides, però no es pot assegurar si va viure en temps de Justinià I o Justinià II. Aquest epítom és probablement el titulat Ἐκ τῶν ἐθνικῶν Στεφαάνου κατὰ ἐπιτομήν que es conserva i no té nom d'autor. En la seva forma actual, l'obra sembla que ha tingut una mutilació considerable.